# Attackers
Attackers es un estudio de cine pornográfico japonés.

## Historia
Attackers comenzó como un estudio independiente en los años 1990, pero con el paso del tiempo pasó a conformar parte del conglomerado liderado por Hokuto Corporation, que distribuye los productos de vídeo de Attackers a través de su sitio web DMM. El estudio lanzó sus primeros cuatro vídeos (con temas de violencia sexual y violación) en febrero de 1997 bajo el sello Shark, numerados del SHK-001 al SHK-004. Entre las primeras estrellas de Attackers que actuaron en el sello Shark a finales de la década de 1990 se encontraban las AV Idols Sally Yoshino, Kyōko Kazama y Yuri Komuro.
El estudio también creó otro sello, Idea Pocket, para comercializar su serie de vídeos de cosplay Angel más suave, que se estrenaron en diciembre de 1998, incluido uno, Angel 9, protagonizado por Sally Yoshino. Idea Pocket se separó más tarde para convertirse en una empresa independiente, pasando a producir más de 6000 películas.
La empresa está especializada en vídeos que representan violaciones simuladas, torturas y bondage. Las dos principales marcas del género bondage son Jabaku (蛇縛) y Ryubaku (龍縛). La serie Jabaku suele estar protagonizada por actrices conocidas y utiliza altos valores de producción y elaborados decorados. El énfasis se pone en el bondage y el amordazamiento, con algo de sadomasoquismo ligero. La marca Ryubaku se introdujo en 2000 como una versión más suave de la línea Jabaku, con más acción consentida y juegos de rol de fantasía.
El estudio suele lanzar un total de entre 10 y 15 vídeos originales y recopilatorios al mes y, en septiembre de 2011, la distribuidora audiovisual DMM contaba con más de 1 500 títulos de Attackers en su catálogo. El director general de la empresa es Michio Maruyama. Entre los directores que han trabajado con el estudio Attackers se encuentran [Jo]Style t Eitaro Haga, entre otros.

## Series
La serie Les Noir de la empresa constaba de 5 vídeos originales publicados entre diciembre de 2005 y marzo de 2007 en el sello Attackers Inmad, más un vídeo recopilatorio de julio de 2007 en el sello Attackers Best. Todos trataban temas de sadomasoquismo lésbico y bondage (BDSM) y todos estaban protagonizados por Sakura Sakurada como mujer dominante que obliga a chicas jóvenes a realizar actos lésbicos. Los cinco vídeos fueron dirigidos por la antigua actriz de AV Yui Koike.
Su serie Slave Island comenzó en diciembre de 2005 con el lanzamiento de Slave Island en el sello Attackers Ryubaku (RBD-045). El vídeo, protagonizado por Syuri Himesaki, Ryoko Mizusaki y Kyōko Kazama, y dirigido por Kenzo Nagira, ganó el premio Attackers en los Moodyz Awards de 2005. Entre diciembre de 2005 y febrero de 2008 se publicaron un total de 12 vídeos originales de Slave Island, todos bajo el sello Attackers Ryubaku. También se publicaron dos recopilatorios de 8 horas en octubre de 2008 bajo el sello Attackers Best. Las tramas implican el secuestro de chicas por falsos reclutadores y su traslado a una isla donde son encarceladas y convertidas en esclavas sexuales. Las películas muestran una mezcla de bondage, humillación, violación simulada, felación y micción forzadas con sexo lésbico y heterosexual.

## Premios Moodyz
A partir de 2004, Attackers participó en la edición anual de diciembre de los Premios Moodyz. En 2004 y 2005, el estudio entregó premios por separado a su propio personal, pero a partir de 2006 han participado en el proceso general de entrega de premios con otras empresas de Hokuto Corporation, como DMM, R18 y S1 No. 1 Style, entre otras.

## Gran Premio AV
Attackers fue uno de los estudios participantes en el AV Grand Prix 2008 con el vídeo Female Ninja Torture Rape 3, protagonizado por Rin Aoki, Megu Ayase y Rin Hayakawa, y dirigida por Katsuyuki Hasegawa.
Para el AV Grand Prix 2009, el estudio nominó el vídeo Young Female Student Confinement Rape - Brute Gang Rape, con Yuuka Kokoro, Mari Hida, Kasumi, Rin Agazuma e Hiyori Wakakusa, y dirigida por HiroA.